# IC 2793/1
IC 2793/1 је галаксија у сазвијежђу Лав која се налази на листи објеката дубоког неба у Индекс каталогу.
Деклинација објекта је + 9° 27' 4" а ректасцензија 11h 23m 47,3s. Привидна величина (магнитуда) објекта IC 2793 износи 15,0 а фотографска магнитуда 16,0.